# Andrivka (Volnovaja)
Andrivka (en ucraniano: Андріївка, romanizado: Andríivka; en ruso: Андреевка, romanizado: Andréevka) es un asentamiento de tipo urbano ucraniano perteneciente al óblast de Donetsk. Situado en el este del país, hasta 2014 era parte del raión de Telmanove pero después de esta fecha, se convirtió en parte del raión de Volnovaja y parte del municipio (hromada) de Mirne.
El asentamiento se encuentra ocupado por Rusia desde el 26 de febrero de 2022 en el marco de la invasión rusa de Ucrania. 

## Geografía
Andrivka está ubicado en el cruce de la vía férrea de Donetsk a Mariúpol, 22 km al sureste de Volnovaja y 59 km al sur de Donetsk.

## Historia
Andrivka fue fundado en 1882 como un asentamiento de la estación de tren con el nombre de Karan (en ruso: Карань). El pueblo recibió el estatus de asentamiento de tipo urbano en 1938 y en 1945, su nombre se cambió a Andrivka.
En 1968, la empresa más grande era una planta de granito y piedra triturada, y varias empresas de la industria alimentaria también operaban aquí.
Hasta finales de 2014 Andrivka era parte del raión de Telmanove, pero luego fue asignado al raión de Volnovaja debido a las hostilidades durante la guerra del Dombás.
Desde el 26 de febrero de 2022, al comienzo de la invasión rusa de Ucrania, las tropas rusas se hicieron con el control de Andrivka y pasando a estar administrada por la autoproclamada República Popular de Donetsk.

## Demografía
La evolución de la población de Andrivka entre 2001 y 2022 fue la siguiente:
| 3343                                                          | 2915 | 2616 | 2589 | 2528 |
| (Fuente: Cities & Towns of Ukraine y UKRAINE: Größere Städte) |      |      |      |      |

Según el censo de 2001, la lengua materna de la mayoría de los habitantes, el 85,28%, es el ruso; del 14,51% es el ucraniano.

## Infraestructura

### Transporte
Andrivka está conectado por la carretera Т-0512 con Boikivske, y tiene la estación de tren de Karan, en la línea Donetsk-Mariúpol.